# إلن ريس
إلن ريس (بالإنجليزية: Elen Rhys)‏ هي ممثلة بريطانية، ولدت في 26 نوفمبر 1983 في آبريستويث في المملكة المتحدة.

## وصلات خارجية
- إلن ريس على موقع IMDb (الإنجليزية)
- إلن ريس على موقع روتن توميتوز (الإنجليزية)
- إلن ريس على موقع قاعدة بيانات الفيلم (الإنجليزية)